# Coupe du monde de saut à ski 1980-1981
Navigation
Édition précédente Édition suivante
L'édition 1980/1981 de la Coupe du monde de saut à ski est une compétition sportive internationale rassemblant les meilleurs athlètes mondiaux pratiquant le saut à ski. Elle s'est déroulée entre le 21 décembre 1980 et le 22 mars 1981 et a été remportée par l'Autrichien Armin Kogler suivi du Norvégien Roger Ruud et du Canadien Horst Bulau.

## Classement général
| Rang | Nom             | Pays     | Points |
| ---- | --------------- | -------- | ------ |
| 1    | Armin Kogler    | Autriche | 205    |
| 2    | Roger Ruud      | Norvège  | 201    |
| 3    | Horst Bulau     | Canada   | 179    |
| 4    | Hubert Neuper   | Autriche | 166    |
| 5    | Jari Puikkonen  | Finlande | 162    |
| 6    | Johan Sætre     | Norvège  | 142    |
| 7    | Hans Wallner    | Autriche | 127    |
| 8    | Per Bergerud    | Norvège  | 124    |
| 9    | Ivar Mobekk     | Norvège  | 91     |
| 10   | Pentti Kokkonen | Finlande | 90     |

## Concours
| Date       | Lieu                        | Vainqueur         | Deuxième           | Troisième       |
| ---------- | --------------------------- | ----------------- | ------------------ | --------------- |
| 21.12.1980 | Cortina d'Ampezzo           | Concours annulé   | Concours annulé    | Concours annulé |
| 30.12.1980 | Oberstdorf                  | Hubert Neuper     | Jari Puikkonen     | Roger Ruud      |
| 1.1.1981   | Garmisch-Partenkirchen      | Horst Bulau       | Per Bergerud       | Armin Kogler    |
| 4.1.1981   | Innsbruck                   | Jari Puikkonen    | Hubert Neuper      | Armin Kogler    |
| 6.1.1981   | Bischofshofen               | Armin Kogler      | Hubert Neuper      | Per Bergerud    |
| 10.1.1981  | Harrachov                   | Roger Ruud        | Armin Kogler       | Per Bergerud    |
| 11.1.1981  | Liberec                     | Roger Ruud        | Hans Wallner       | Pjotr Sunin     |
| 17.1.1981  | Zakopane                    | Concours annulé   | Concours annulé    | Concours annulé |
| 18.1.1981  | Zakopane                    | Concours annulé   | Concours annulé    | Concours annulé |
| 21.1.1981  | St. Moritz                  | Hubert Neuper     | Roger Ruud         | Armin Kogler    |
| 23.1.1981  | Gstaad                      | Johan Sætre       | Armin Kogler       | Roger Ruud      |
| 25.1.1981  | Engelberg                   | Per Bergerud      | Armin Kogler       | Pentti Kokkonen |
| 13.2.1981  | Ironwood                    | Alois Lipburger   | Andreas Felder     | John Broman     |
| 14.2.1981  | Ironwood                    | Alois Lipburger   | Andreas Felder     | Fritz Koch      |
| 15.2.1981  | Ironwood                    | Concours annulé   | Concours annulé    | Concours annulé |
| 14.2.1981  | Sapporo                     | Armin Kogler      | Ole Bremseth       | Hubert Neuper   |
| 15.2.1981  | Sapporo                     | Hans Wallner      | Ole Bremseth       | Armin Kogler    |
| 21.2.1981  | Thunder Bay                 | Primož Ulaga      | Johan Sætre        | Steve Collins   |
| 22.2.1981  | Thunder Bay                 | John Broman       | Ivar Mobekk        | Andreas Felder  |
| 26.2.1981  | Chamonix                    | Roger Ruud        | Jon Eilert Bøgseth | Ernst Vettori   |
| 28.2.1981  | Saint-Nizier-du-Moucherotte | Roger Ruud        | Ivar Mobekk        | Ernst Vettori   |
| 6.3.1981   | Lahti                       | Jari Puikkonen    | Horst Bulau        | Pentti Kokkonen |
| 7.3.1981   | Lahti                       | Jari Puikkonen    | Matti Nykänen      | Horst Bulau     |
| 10.3.1981  | Falun                       | Armin Kogler      | Horst Bulau        | Johan Sætre     |
| 15.3.1981  | Oslo                        | Roger Ruud        | Horst Bulau        | Johan Sætre     |
| 17.3.1981  | Bærum                       | Horst Bulau       | Armin Kogler       | Roger Ruud      |
| 21.3.1981  | Planica                     | Jari Puikkonen    | Horst Bulau        | Axel Zitzman    |
| 22.3.1981  | Planica                     | Dag Jensen Holmen | Armin Kogler       | Alfred Groyer   |

## Liens & Sources
Résultats Officiels FIS